# .coop
.coop (.COOPerative) – internetowa domena najwyższego poziomu przeznaczona do obsługi uprawnionych instytucji o charakterze spółdzielczym; domena została ogłoszona 16 listopada 2000, w pełni operacyjna od czerwca 2001.